# Àrtam menut
L'àrtam menut (Artamus minor) és una espècie d'ocell de la família dels artàmids.
Habita boscos i sabanes, criant en zones rocoses del nord i centre d'Austràlia cap al sud fins al centre d'Austràlia Occidental fins the Riu Murchison, nord d'Austràlia Meridional, nord de Nova Gal·les del Sud i sud-est de Queensland.